# 202909 Jakoten
202909 Jakoten è un asteroide della fascia principale. Scoperto nel 1996, presenta un'orbita caratterizzata da un semiasse maggiore pari a 3,1885201 UA e da un'eccentricità di 0,2971523, inclinata di 17,30521° rispetto all'eclittica.